# Kuopio universitetssjukhus
Kuopio universitetssjukhus (finska: Kuopion yliopistollinen sairaala, KYS) är ett finländskt universitetssjukhus som ligger i Kuopio i Norra Savolax. Sjukhuset erbjuder icke akut specialsjukvård samt akutvård dygnet runt. Kuopio universitetssjukhus är den största undervisningssjukhuset inom läkarvetenskap i Finland. Sjukhuset grundades år 1959.
Från och med året 2023 kommer sjukhuset att vara en del av Norra Savolax välfärdsområde och ansvara för områdets specialsjukvård.

## Lokaler
- Puijo sjukhus
- Julkula sjukhus
- Alava sjukhus
- ISLAB